# Pleurisanthes simpliciflora
Pleurisanthes simpliciflora är en tvåhjärtbladig växtart som beskrevs av Herman Otto Sleumer. Pleurisanthes simpliciflora ingår i släktet Pleurisanthes och familjen Icacinaceae. Inga underarter finns listade i Catalogue of Life.